# Paralobella sensilla
Paralobella sensilla (лат.) — вид коллембол рода Paralobella из семейства Neanuridae (Lobellini, Neanurinae). Восточная Азия: Китай, провинция Хунань, уезд Таоюань, Wuyunjie National Nature Reserve.

## Описание
Мелкие ногохвостки с вытянутым телом. Характеризуется хорошо дифференцированными бугорками тела; глазами 3+3; цефалической хетой O; цефалическими бугорками Dl, отдельными от бугорков L+ So; мандибулой с 2 базальными и 4 апикальными зубцами; максиллой только с одним зубцом; бугорком De, слитым с Dl на Abd. V; дорсальные хеты тела s лопастные.